# Асфальтовые породы
Асфальтовые породы — природные образования, состоящие из песчаников, известняков, доломитов, содержащие в порах или кавернах и трещинах асфальт. Этот тип горных пород формируется вследствие выветривания нефти. В ходе этого процесса происходит потеря лёгких фракций нефти и одновременно возрастает доля остатков смол и асфальтенов. Содержание асфальта изменяется от нескольких процентов до 20 %. Асфальтовые породы встречаются в большинстве нефтегазоносных районов мира. Эти породы обычно используются в качестве покрытия в дорожном строительстве.